# گرانول خورشیدی

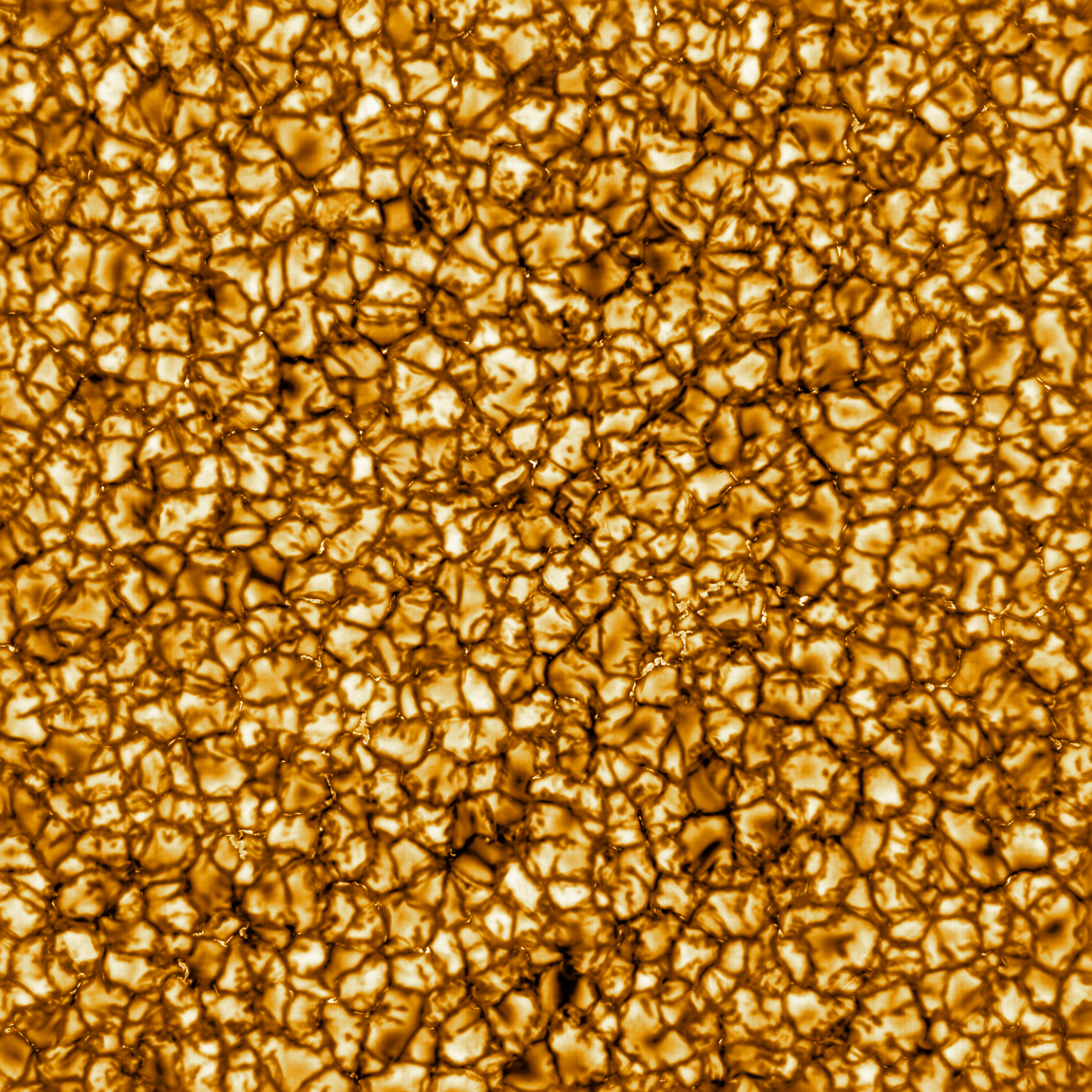
نگارهٔ با رزولوشن بالا که از سطح خورشید توسط تلسکوپ خورشیدی دانیل ک اینوی (DKIST)گرفته شده و تا ۲۰ ژانویه ۲۰۲۰ دارای بالاترین وضوح تصویری است.

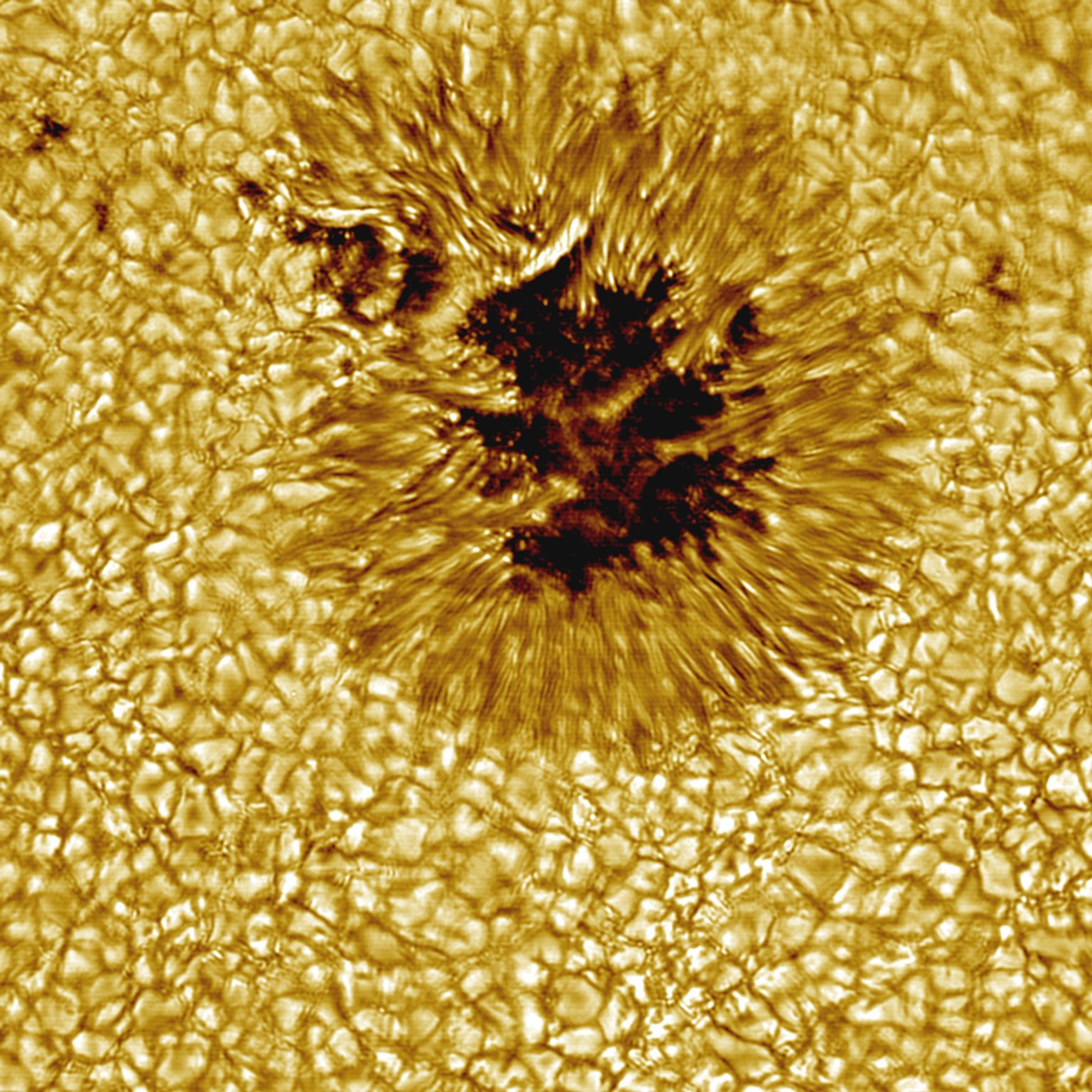
یک لکه خورشیدی که توسط گرانول‌ها احاطه شده است

گرانول خورشیدی (به انگلیسی: Granule)، گرانول‌های موجود در نورسپهر (فوتوسفر) خورشید در اثر جریان‌های همرفت (ستون‌های حرارتی، سلول‌های بنارد) پلاسما در ناحیهٔ همرفت خورشید ایجاد می‌شوند. ظاهر دانه‌دانه‌ایِ فتوسفر خورشیدی (چهرهٔ خورشید) توسط سطح بالایی این سلول‌های همرفت تولید می‌شود و «گرانوله یا گرانول» نامیده می‌شود.
قسمت در حال صعود به بالای گرانول‌ها در مرکزی قرار دارند که پلاسمای گرمتر در آن‌جا است. لبهٔ بیرونی گرانول‌ها به دلیل وجود پلاسمای نزولی خنک‌تر و تیره‌تر هستند. (اصطلاحات تاریک‌تر و خنک‌تر انحصاراً در مقایسه با پلاسمای روشن‌تر و داغ‌تر آن محیط است). از آنجا که درخشندگی بالا درخشندگی با توان چهارم دما افزایش می‌یابد، حتی یک از دست رفتن جزئی گرما نیز باعث ایجاد کنتراست درخشندگی بزرگی می‌شود؛ این پلاسمای «خنک تر»، «تاریک تر» است). علاوه بر قیافهٔ ظاهری، که با حرکت همرفتی توضیح داده می‌شود، اندازه‌گیری‌های تغییر در داپلر نور از گرانول‌های فردی، شواهدی از ماهیت همرفتی گرانول‌ها ارائه می‌دهد.
یک گرانول معمولی به ترتیب ۱٬۵۰۰ کیلومتر استو از ۸ تا ۲۰ دقیقه تا از هم پاشیدن آن دوام می‌آورد. در هر لحظه، سطح خورشید با حدود ۴ میلیون گرانول پوشانده شده‌است. در زیر این چهرهٔ فوتوسفر لایه‌ای از «اَبَرگرونل‌ها» به قطر ۳۰٬۰۰۰ کیلومتر با ماندگاری تا ۲۴ ساعت قرار دارد.